# China (Mexique)
Pour les articles homonymes, voir China.
China est une municipalité dans l'État mexicain de Nuevo León.
China est à environ 60 miles au nord-est de Monterrey. Population, environ 10.000. La région est connue pour ses bovins primés. La cuisine locale comprend cabrito (petite chèvre), et carne seca (viande sèche) avec l'œuf.

## Personnalités
- Raúl González Rodríguez (1952-), champion olympique de marche athlétique en 1984.